# 八角街道 (北京市)
八角街道是中国北京市石景山区下辖的一个街道。

## 行政区划
八角街道共辖19个社区，分别是：
八角北里社区、八角中里社区、建钢南里社区、古城南里社区、八角南路社区、古城南路社区、八角路社区、公园北社区、八角北路社区、八角北路特钢社区、杨庄南区社区、杨庄中区社区、八角南里社区、地铁古城家园社区、杨庄北区社区、中铁建总医院社区、黄南苑社区、时代花园社区和景阳东街第一社区。